# Léon (phim)
Léon (còn có tên The Professional hay Léon: Professional) là một phim tâm lý hình sự của Pháp với lời thoại bằng tiếng Anh do đạo diễn người Pháp Luc Besson viết kịch bản và đạo diễn. Các diễn viên tham gia trong phim bao gồm diễn viên Pháp kỳ cựu Jean Reno, Gary Oldman và nữ diễn viên trẻ Natalie Portman trong bộ phim đầu tay của cô. Phim được đề cử 7 giải César, trong năm 2008, tạp chí Empire đã xếp hạng nó ở vị trí 227 trong danh sách 500 phim hay nhất của mọi thời đại, được đánh giá rất cao trên Imdb.com, được chấm 8.6/10 và đứng thứ 34 trong Top 250 phim hay nhất mọi thời đại.

## Nội dung
Léon Montana (Jean Reno) là một sát thủ chuyên nghiệp (hoặc "Người lau dọn" như cách gọi của ông) nhưng mù chữ, sống một cuộc sống cô độc tại khu phố người Ý ở Thành phố New York. Công việc của ông luôn được giao bởi "ông trùm" Tony (Danny Aiello), chủ nhà hàng "Supreme Macaroni Company". Mỗi ngày, Léon dùng cuộc sống lặng lẽ của mình vào việc tập luyện Calisthenics, chăm sóc một cái cây Vạn niên thanh mà ông cho là "người bạn tốt nhất", nghe nhạc Gene Kelly, và chỉ ngủ ở tư thế ngồi trên ghế.
Vào một ngày nọ, Léon gặp cô bé 12 tuổi Mathilda Lando (Natalie Portman) đang hút thuốc với một bên mắt bị bầm tím. Mathilda sống trong một gia đình không hạnh phúc, cùng dãy với căn hộ của Léon. Bố mẹ cô bé chỉ biết hưởng thụ và mắng chửi cô, thậm chí người mẹ còn không biết đến việc cô bé đã bỏ học đến hai tuần liên tiếp. Bố của Mathilda nằm trong đường dây buôn thuốc phiện của những đặc vụ DEA (Lực lượng Chống Ma túy) tha hóa, những kẻ thuê ông tàng trữ hàng trong khu phố người Ý. Sau khi phát hiện ông trộm bớt ma túy của mình, nhóm đặc vụ này, dẫn đầu bởi tên nghiện thuốc phiện nặng Norman Stansfield (Gary Oldman), xông vào căn hộ của Mathilda rồi giết cả gia đình cô bé. Chỉ một mình Mathilda sống sót nhờ đi mua đồ ở cửa hàng tạp hóa, và khi nhìn thấy gia đình mình bị sát hại, cô bất đắc dĩ phải trốn vào căn hộ của Léon để bảo toàn tính mạng.
Mathilda phát hiện Léon là một sát thủ nên cô bé cầu xin ông chăm sóc và dạy cô những kỹ năng để trở thành "người lau dọn", vì cô muốn trả thù cho em trai 4 tuổi của mình. Sau nhiều lần bị từ chối, cuối cùng Mathilda cũng được Léon dạy cách sử dụng súng và thực hiện nhiều phi vụ với ông, đổi lại cô phải làm việc nhà và dạy chữ cho ông. Nhiều lần Mathilda nói yêu Léon nhưng ông chỉ phớt lờ đi. Sau khi đột nhập vào nhà cũ và tìm được số tiền của bố mình, cô bé đề nghị Léon nhận lấy số tiền đó và giết "Stan" (Stansfield). Léon từ chối rồi nói với Mathilda rằng trả thù là điều tồi tệ nhất, rằng ngay cả khi làm được điều đó đi nữa thì cuộc sống người ta vẫn thế, và mỗi đêm ta sẽ phải ngủ với chỉ một con mắt nhắm.
Mathilda quyết định trả thù một mình, nhưng cô bé nhanh chóng bị Stan phát hiện và bắt giữ tại văn phòng của hắn, đúng lúc Léon giết chết một thủ hạ của hắn ở khu phố người Hoa. Sau khi quay về căn hộ, Léon đọc được bức thư mà Mathilda để lại rồi lập tức đến giải cứu cô bé, giết thêm hai tên thủ hạ khác của Stan. Đêm đó, Mathilda lại một lần nữa nói yêu Léon nhưng ông từ chối, và khi cô bé hỏi tại sao thì gã sát thủ đã kể lại tấn bi kịch của đời mình.
Do tức giận gã "sát thủ người Ý" nên Stan đến nhà hàng của Tony rồi tra tấn ông cho đến khi ông khai ra nơi ở của Léon. Sau khi bắt Mathilda làm con tin, Stan cử một lực lượng gồm 200 đặc vụ tới căn hộ để giết Léon. Lúc đó, Léon cứu được Mathilda và tạo đường thoát cho cô bé bằng cách phá bức tường thông với ống nước. Ông cầu xin cô bé chạy thoát và nói với cô rằng cô đã cho ông biết hương vị của cuộc sống. Léon sau đó cải trang thành cảnh sát bị thương để thoát ra ngoài, nhưng bị Stan phát hiện và sát hại. Trước khi chết, Léon nói với Stan rằng ông có một món quà từ Mathilda rồi nhét vào tay Stan cái chốt an toàn của lựu đạn (Léon gọi nó là "The ring trick"), cả hai sau đó cùng chết trong vụ nổ.
Mathilda, sau khi thoát ra ngoài, đã đến chỗ của Tony. Tony nói ông chỉ giữ giùm cô số tiền, khi nào cần dùng thì đến lấy. Mathilda nói với Tony rằng cô muốn làm "người lau dọn" cho ông, nhưng Tony quát Mathilda rồi đưa cho cô bé một số tiền nhỏ rồi đuổi cô đi.
Không còn nơi nào để đi, Mathilda đến New Jersey để quay lại trường cũ. Sau khi kể lại câu chuyện của Léon với hiệu trưởng, cô bé được phép ở lại trường. Phim kết thúc với cảnh Mathilda ra vườn sau của ngôi trường và trồng xuống đất chậu cây của Léon, như cô bé đã từng nói với ông rằng hãy cho nó mọc rễ.

## Diễn viên
- Jean Reno vai Léon Montana, "người lau dọn".
- Gary Oldman vai Norman Stansfield, đặc vụ DEA tha hóa.
- Natalie Portman vai Mathilda Lando, cô bé 12 tuổi.
- Danny Aiello vai Tony, "ông trùm" quản lý công việc sát thủ của Léon.
- Michael Badalucco vai bố Mathilda
- Ellen Greene vai mẹ Mathilda
- Elizabeth Regen vai chị gái Mathilda
- Carl J. Matusovich vai em trai Mathilda
- Willi One Blood vai Blood
- Don Creech vai Neal

## Sản xuất
Léon (tên tắt của phim) có thể được coi là bản mở rộng ý tưởng của bộ phim của Besson năm 1990 trước đó. Trong phim Le Femme Nikita, Jean Reno vào vai diễn một nhân vật tương tự là Victor. Besson mô tả Léon như: "Có thể hiện giờ Jean đang diễn vai người anh em họ Mỹ của Victor. Lần này anh ta "người" hơn nhiều".
Trong khi hầu hết các cảnh quay nội thất được thực hiện tại Pháp, cảnh cuối phim tại trường học đã được đóng máy ở Học viện Công nghệ Stevens tại Hoboken, New Jersey, Mỹ.

## Nhạc phim
Nhạc phim được ra mắt vào tháng 10 năm 1994, và đạt được thành công thương mại tại Nhật Bản khi bán được hơn 100,000 bản tính đến tháng 12 năm 1999.